# George Foreman
George Edward Foreman, ameriški boksar, * 10. januar 1949, Marshall, Teksas, ZDA, † 21. marec 2025, Houston, ZDA.
Foreman je dvakratni svetovni boksarski prvak v težki kategoriji in splošno velja za enega najboljših boksarjev v težki kategoriji vseh časov. Kot amaterski boksar je osvojil zlato olimpijsko medaljo v težki kategoriji na Poletnih olimpijskih igrah 1968 v Mexico Cityju. Njegov udarec velja za enega najmočnejših v zgodovini boksa. Njegova najbolj znana dvoboja sta zmaga s prekinitvijo proti Joeju Frazierju 22. januarja 1973 na Jamajki za osvojitev naslova svetovnega boksarskega prvak v težki kategoriji in poraz proti Muhammadu Aliju v Zairu 30. oktobra 1974, v dvoboju znanem kot »The Rumble in the Jungle«, v katerem je naslov izgubil. Leta 1994 je v starosti petinštiridesetih let z zmago proti Michaelu Moorerju po dvajsetih letih ponovno osvojil naslov svetovnega boksarskega prvak v težki kategoriji in je najstarejši svetovni boksarski prvak v težki kategoriji vseh časov. Revija Ring ga je imenovala med petindvajset najboljših boksarjev vseh časov.

## Boksarski dvoboji
| 76 zmag (68 s prekinitvijo, 8 z odločitvijo), 5 porazov (1 s prekinitvijo, 4 z odločitvijo), 0 remijev |      |                      |     |             |            |                                                     |                                                                              |
| Rez.                                                                                                   | Niz  | Nasprotnik           | Tip | Runda (čas) | Datum      | Lokacija                                            | Opombe                                                                       |
| Poraz                                                                                                  | 76–5 | Shannon Briggs       | MD  | 12          | 22/11/1997 | Taj Majal Hotel & Casino, Atlantic City, New Jersey | Izgubil naslov prvaka v težki kategoriji po Lineal                           |
| Zmaga                                                                                                  | 76–4 | Lou Savarese         | SD  | 12          | 26/04/1997 | Convention Center, Atlantic City, New Jersey        | Zadržal naslov prvaka v težki kategoriji po Lineal                           |
| Zmaga                                                                                                  | 75–4 | Crawford Grimsley    | UD  | 12          | 03/11/1996 | Tokyo Bay NK Hall, Urayasu, Chiba                   | Zadržal naslov prvaka v težki kategoriji po Lineal                           |
| Zmaga                                                                                                  | 74–4 | Axel Schulz          | MD  | 12          | 22/04/1995 | MGM Grand, Las Vegas, Nevada                        | Zadržal naslova prvaka v težki kategoriji po Lineal in IBF                   |
| Zmaga                                                                                                  | 73–4 | Michael Moorer       | KO  | 10 (12)     | 05/11/1994 | MGM Grand, Las Vegas, Nevada                        | Osvojil naslove prvaka v težki kategoriji po Lineal, WBA in IBF              |
| Poraz                                                                                                  | 72–4 | Tommy Morrison       | UD  | 12          | 07/06/1993 | Thomas & Mack Center, Las Vegas, Nevada             | Osvojil naslov prvaka v težki kategoriji po WBO                              |
| Zmaga                                                                                                  | 72–3 | Pierre Coetzer       | TKO | 8 (10)      | 16/01/1993 | Reno-Sparks Convention Center, Reno, Nevada         |                                                                              |
| Zmaga                                                                                                  | 71–3 | Alex Stewart         | MD  | 10          | 11/04/1992 | Thomas & Mack Center, Las Vegas, Nevada             |                                                                              |
| Zmaga                                                                                                  | 70–3 | Jimmy Ellis          | TKO | 3 (10)      | 07/12/1991 | Reno-Sparks Convention Center, Reno, Nevada         |                                                                              |
| Poraz                                                                                                  | 69–3 | Evander Holyfield    | UD  | 12          | 19/04/1991 | Convention Center, Atlantic City, New Jersey        | Za naslove prvaka v težki kategoriji po Lineal, WBC, WBA in IBF              |
| Zmaga                                                                                                  | 69–2 | Terry Anderson       | KO  | 1 (10)      | 25/09/1990 | New London Arena, Millwall, London                  |                                                                              |
| Zmaga                                                                                                  | 68–2 | Ken Lakusta          | KO  | 3 (10)      | 31/07/1990 | New London Arena, Edmonton, Alberta                 |                                                                              |
| Zmaga                                                                                                  | 67–2 | Adilson Rodrigues    | KO  | 2 (10)      | 16/06/1990 | Caesars Palace, Las Vegas, Nevada                   |                                                                              |
| Zmaga                                                                                                  | 66–2 | Mike Jameson         | TKO | 4 (10)      | 17/04/1990 | Caesars Tahoe, Stateline, Nevada                    |                                                                              |
| Zmaga                                                                                                  | 65–2 | Gerry Cooney         | TKO | 2 (10)      | 15/01/1990 | Convention Center, Atlantic City, New Jersey        |                                                                              |
| Zmaga                                                                                                  | 64–2 | Everett Martin       | UD  | 10          | 20/07/1989 | Convention Center, Tucson, Arizona                  |                                                                              |
| Zmaga                                                                                                  | 63–2 | Bert Cooper          | RTD | 2 (10)      | 01/06/1989 | Pride Pavilion, Phoenix, Arizona                    |                                                                              |
| Zmaga                                                                                                  | 62–2 | J. B. Williamson     | TKO | 5 (10)      | 30/04/1989 | Moody Center, Galveston, Teksas                     |                                                                              |
| Zmaga                                                                                                  | 61–2 | Manoel De Almeida    | TKO | 3 (10)      | 16/02/1989 | Atlantis Theater, Orlando, Florida                  |                                                                              |
| Zmaga                                                                                                  | 60–2 | Mark Young           | TKO | 7 (10)      | 26/01/1989 | War Memorial Auditorium, Rochester, New York        |                                                                              |
| Zmaga                                                                                                  | 59–2 | David Jaco           | TKO | 1 (10)      | 28/12/1988 | Casa Royal Hotel, Bakersfield, Kalifornija          |                                                                              |
| Zmaga                                                                                                  | 58–2 | Tony Fulilangi       | TKO | 2 (10)      | 27/10/1988 | Civic Center, Marshall, Teksas                      |                                                                              |
| Zmaga                                                                                                  | 57–2 | Bobby Hitz           | TKO | 1 (10)      | 10/09/1988 | The Palace, Auburn Hills, Michigan                  |                                                                              |
| Zmaga                                                                                                  | 56–2 | Ladislao Mijangos    | TKO | 2 (10)      | 25/08/1988 | Lee Civic Center, Fort Myers, Florida               |                                                                              |
| Zmaga                                                                                                  | 55–2 | Carlos Hernandez     | TKO | 4 (10)      | 26/06/1988 | Tropicana Hotel & Casino, Atlantic City, New Jersey |                                                                              |
| Zmaga                                                                                                  | 54–2 | Frank Lux            | TKO | 3 (10)      | 21/05/1988 | Sullivan Arena, Anchorage, Aljaska                  |                                                                              |
| Zmaga                                                                                                  | 53–2 | Dwight Muhammad Qawi | TKO | 7 (10)      | 19/03/1988 | Caesars Palace, Las Vegas, Nevada                   |                                                                              |
| Zmaga                                                                                                  | 52–2 | Guido Trane          | TKO | 5 (10)      | 05/02/1988 | Caesars Palace, Las Vegas, Nevada                   |                                                                              |
| Zmaga                                                                                                  | 51–2 | Tom Trimm            | KO  | 1 (10)      | 23/01/1988 | Sheraton Twin Towers, Orlando, Florida              |                                                                              |
| Zmaga                                                                                                  | 50–2 | Rocky Sekorski       | TKO | 3 (10)      | 18/12/1987 | Bally's Las Vegas, Las Vegas, Nevada                |                                                                              |
| Zmaga                                                                                                  | 49–2 | Tim Anderson         | TKO | 4 (10)      | 21/11/1987 | Sports Complex, Orlando, Florida                    |                                                                              |
| Zmaga                                                                                                  | 48–2 | Bobby Crabtree       | TKO | 6 (10)      | 15/09/1987 | Springfield, Misuri                                 |                                                                              |
| Zmaga                                                                                                  | 47–2 | Charles Hostetter    | KO  | 3 (10)      | 09/07/1987 | Oakland Coliseum, Oakland, Kalifornija              |                                                                              |
| Zmaga                                                                                                  | 46–2 | Steve Zouski         | TKO | 4 (10)      | 09/03/1987 | Arco Arena, Sacramento, Kalifornija                 |                                                                              |
| Poraz                                                                                                  | 45–2 | Jimmy Young          | UD  | 12          | 17/03/1977 | Roberto Clemente Coliseum, San Juan                 |                                                                              |
| Zmaga                                                                                                  | 45–1 | Pedro Agosto         | TKO | 4 (10)      | 22/01/1977 | Civic Auditorium, Pensacola, Florida                |                                                                              |
| Zmaga                                                                                                  | 44–1 | John Dino Denis      | TKO | 4 (10)      | 15/10/1976 | Sportatorium, Hollywood, Florida                    |                                                                              |
| Zmaga                                                                                                  | 43–1 | Scott LeDoux         | TKO | 3 (10)      | 14/08/1976 | Utica Memorial Auditorium, Utica, New York          |                                                                              |
| Zmaga                                                                                                  | 42–1 | Joe Frazier          | TKO | 5 (12)      | 15/06/1976 | Nassau Coliseum, Uniondale, New York                | Zadržal naslov prvaka v težki kategoriji po NABF                             |
| Zmaga                                                                                                  | 41–1 | Ron Lyle             | KO  | 5 (12)      | 24/01/1976 | Caesars Palace, Las Vegas, Nevada                   | »The Rumble in the Jungle«; Osvojil naslov prvaka v težki kategoriji po NABF |
| Poraz                                                                                                  | 40–1 | Muhammad Ali         | KO  | 8 (15)      | 30/10/1974 | Stade du 20 Mai, Kinšasa                            | Izgubil naslova prvaka v težki kategoriji po WBC in WBA                      |
| Zmaga                                                                                                  | 40–0 | Ken Norton           | TKO | 2 (15)      | 26/03/1974 | El Poliedro, Caracas                                | Zadržal naslova prvaka v težki kategoriji po WBC in WBA                      |
| Zmaga                                                                                                  | 39–0 | Jose Roman           | KO  | 1 (15)      | 01/09/1973 | Nihon Budokan, Tokio                                | Zadržal naslova prvaka v težki kategoriji po WBC in WBA                      |
| Zmaga                                                                                                  | 38–0 | Joe Frazier          | TKO | 2 (15)      | 22/01/1973 | National Stadium, Kingston                          | Osvojil naslova prvaka v težki kategoriji po WBC in WBA                      |
| Zmaga                                                                                                  | 37–0 | Terry Sorrell        | KO  | 2 (10)      | 10/10/1972 | Salt Palace, Salt Lake City, Utah                   |                                                                              |
| Zmaga                                                                                                  | 36–0 | Miguel Angel Paez    | KO  | 2 (10)      | 11/05/1972 | Coliseum Arena, Oakland, Kalifornija                | Osvojil panameriški naslov prvaka v težki kategoriji                         |
| Zmaga                                                                                                  | 35–0 | Ted Gullick          | KO  | 2 (10)      | 10/04/1972 | Forum, Inglewood, Kalifornija                       |                                                                              |
| Zmaga                                                                                                  | 34–0 | Clarence Boone       | KO  | 2 (10)      | 07/03/1972 | Beaumont, Teksas                                    |                                                                              |
| Zmaga                                                                                                  | 33–0 | Joe Murphy Goodwin   | KO  | 2 (10)      | 29/02/1972 | Austin, Teksas                                      |                                                                              |
| Zmaga                                                                                                  | 32–0 | Luis Faustino Pires  | TKO | 5 (10)      | 29/10/1971 | Madison Square Garden, New York City, New York      |                                                                              |
| Zmaga                                                                                                  | 31–0 | Ollie Wilson         | KO  | 2 (10)      | 07/10/1971 | Municipal Auditorium, San Antonio, Teksas           |                                                                              |
| Zmaga                                                                                                  | 30–0 | Leroy Caldwell       | KO  | 2 (10)      | 21/09/1971 | Beaumont, Teksas                                    |                                                                              |
| Zmaga                                                                                                  | 29–0 | Vic Scott            | KO  | 1 (10)      | 14/09/1971 | El Paso County Coliseum, El Paso, Teksas            |                                                                              |
| Zmaga                                                                                                  | 28–0 | Gregorio Peralta     | TKO | 10 (15)     | 10/05/1971 | Coliseum Arena, Oakland, Kalifornija                | Osvojil naslov prvaka v težki kategoriji po NABF                             |
| Zmaga                                                                                                  | 27–0 | Stamford Harris      | KO  | 2 (10)      | 03/04/1971 | Playboy Club Hotel, Lake Geneva, Wisconsin          |                                                                              |
| Zmaga                                                                                                  | 26–0 | Charlie Boston       | KO  | 1 (10)      | 08/02/1971 | Auditorium, Saint Paul, Minnesota                   |                                                                              |
| Zmaga                                                                                                  | 25–0 | Mel Turnbow          | TKO | 1 (10)      | 18/12/1970 | Seattle Center Arena, Seattle, Washington           |                                                                              |
| Zmaga                                                                                                  | 24–0 | Boone Kirkman        | TKO | 2 (10)      | 18/11/1970 | Madison Square Garden, New York City, New York      |                                                                              |
| Zmaga                                                                                                  | 23–0 | Lou Bailey           | TKO | 3 (10)      | 03/11/1970 | Oklahoma City, Oklahoma                             |                                                                              |
| Zmaga                                                                                                  | 22–0 | George Chuvalo       | TKO | 3 (10)      | 04/08/1970 | Madison Square Garden, New York City, New York      |                                                                              |
| Zmaga                                                                                                  | 21–0 | Roger Russell        | KO  | 1 (10)      | 20/07/1970 | Spectrum, Philadelphia, Pensilvanija                |                                                                              |
| Zmaga                                                                                                  | 20–0 | George Johnson       | TKO | 7 (10)      | 16/05/1970 | Forum, Inglewood, Kalifornija                       |                                                                              |
| Zmaga                                                                                                  | 19–0 | Aaron Eastling       | TKO | 4 (10)      | 29/04/1970 | Arena, Cleveland, Ohio                              |                                                                              |
| Zmaga                                                                                                  | 18–0 | James J. Woody       | TKO | 3 (10)      | 17/04/1970 | Felt Forum, New York City, New York                 |                                                                              |
| Zmaga                                                                                                  | 17–0 | Rufus Brassell       | TKO | 1 (10)      | 31/03/1970 | Sam Houston Coliseum, Houston, Teksas               |                                                                              |
| Zmaga                                                                                                  | 16–0 | Gregorio Peralta     | UD  | 10          | 16/02/1970 | Madison Square Garden, New York City, New York      |                                                                              |
| Zmaga                                                                                                  | 15–0 | Jack O'Halloran      | KO  | 5 (10)      | 26/01/1970 | Madison Square Garden, New York City, New York      |                                                                              |
| Zmaga                                                                                                  | 14–0 | Charley Polite       | KO  | 4 (10)      | 06/01/1970 | Sam Houston Coliseum, Houston, Teksas               |                                                                              |
| Zmaga                                                                                                  | 13–0 | Gary Hobo Wiler      | TKO | 1 (10)      | 18/12/1969 | Seattle Center Coliseum, Seattle, Washington        |                                                                              |
| Zmaga                                                                                                  | 12–0 | Levi Forte           | UD  | 10          | 16/12/1969 | Auditorium, Miami Beach, Florida                    |                                                                              |
| Zmaga                                                                                                  | 11–0 | Bob Hazelton         | TKO | 1 (6)       | 06/12/1969 | International Hotel & Casino, Las Vegas, Nevada     |                                                                              |
| Zmaga                                                                                                  | 10–0 | Max Martinez         | KO  | 2 (10)      | 18/11/1969 | Sam Houston Coliseum, Houston, Teksas               |                                                                              |
| Zmaga                                                                                                  | 9–0  | Leo Peterson         | KO  | 4 (8)       | 05/11/1969 | Scranton, Pensilvanija                              |                                                                              |
| Zmaga                                                                                                  | 8–0  | Roberto Davila       | UD  | 8           | 31/10/1969 | Madison Square Garden, New York City, New York      |                                                                              |
| Zmaga                                                                                                  | 7–0  | Vernon Clay          | TKO | 2 (6)       | 07/10/1969 | Sam Houston Coliseum, Houston, Teksas               |                                                                              |
| Zmaga                                                                                                  | 6–0  | Roy Wallace          | KO  | 2 (6)       | 23/09/1969 | Sam Houston Coliseum, Houston, Teksas               |                                                                              |
| Zmaga                                                                                                  | 5–0  | Johnny Carroll       | KO  | 1 (8)       | 18/09/1969 | Seattle Center Coliseum, Seattle, Washington        |                                                                              |
| Zmaga                                                                                                  | 4–0  | Chuck Wepner         | TKO | 3 (10)      | 18/08/1969 | Madison Square Garden, New York City, New York      |                                                                              |
| Zmaga                                                                                                  | 3–0  | Sylvester Dullaire   | TKO | 1 (6)       | 14/07/1969 | Rosecroft Raceway, Oxon Hill, Maryland              |                                                                              |
| Zmaga                                                                                                  | 2–0  | Fred Askew           | KO  | 1 (6)       | 01/07/1969 | Houston, Teksas                                     |                                                                              |
| Zmaga                                                                                                  | 1–0  | Don Waldheim         | TKO | 3 (6)       | 23/06/1969 | Madison Square Garden, New York City, New York      |                                                                              |